# Darnowiec
Darnowiec (deutsch Dörnberg) ist eine Ortschaft mit einem Schulzenamt der Stadt-und-Land-Gemeinde Rychtal im Powiat Kępiński der Woiwodschaft Großpolen in Polen.

## Geschichte
Der Ort wurde im späten 18. Jahrhundert im Zuge der Friderizianischen Kolonisation durch deutsche Siedler gegründet und wurde nach einem General aus der Familie Dörnberg, der im Siebenjährigen Krieg eine Schlacht in der Nähe führte, benannt. In Polen wurde der Ortsname als Darnowiec polonisiert, entweder nach dem Personennamen Darn oder dem Appellativ darn bzw. darń (Grassode) mit dem Suffix -owiec.

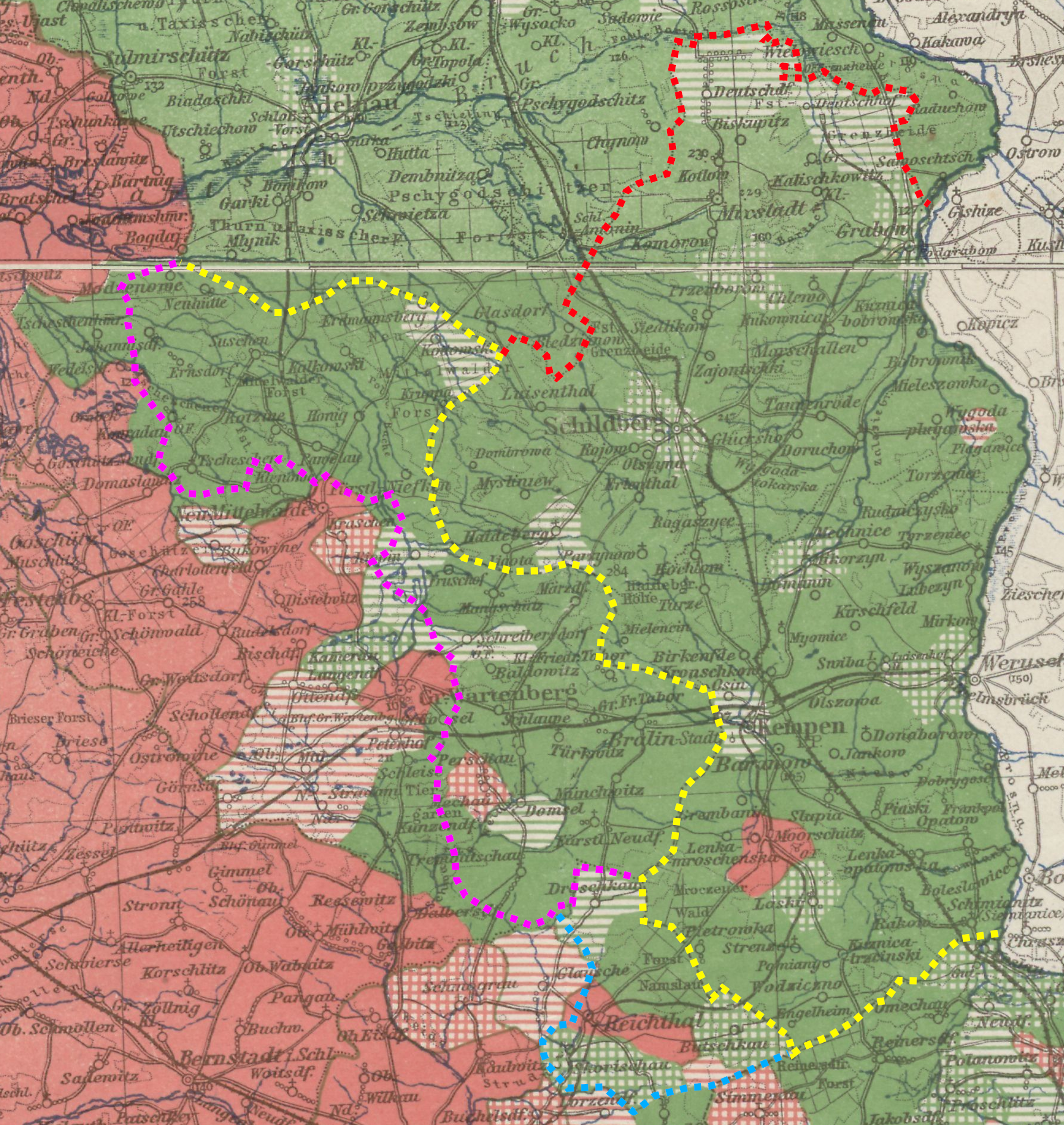
Sprachkarte aus dem Jahr 1910: Gelbe gestrichelte Linie: schlesisch-großpolnische Grenze, blaue gestrichelte Linie: Reichthaler Ländchen

Dörnberg gehörte von 1818 bis 1920 dem schlesischen Landkreis Namslau an. Mit dem überwiegend polnischsprachigen Reichthaler Ländchen wurde Darnowiec 1921 ohne Volksabstimmung vom Deutschen Reich an das wiedergegründete Polen abgetreten. Seitdem ist Darnowiec mit der Woiwodschaft Posen, bzw. Großpolen verbunden, zunächst im Powiat Kępiński.
Im Jahr 1921 gab es in der Gemeinde Darnowiec im Powiat Kępno 43 Häuser mit 268 Einwohnern, davon 227 hielten sich für deutscher und 41 für polnischer Nationalität, 84 waren evangelisch, 184 römisch-katholisch.
Beim Überfall auf Polen 1939 wurde das Gebiet von den Deutschen besetzt und dem Landkreis Kempen im Reichsgau Wartheland zugeordnet. Nach dem Krieg verließ die Mehrheit der Dorfbevölkerung den Ort.
Von 1975 bis 1998 gehörte Darnowiec zur Woiwodschaft Kalisz.